# Aurangabad (Bihar)
Aurangabad és una ciutat i municipalitat de l'estat de Bihar, capital del districte d'Aurangabad a la divisió de Magadh. Població segons el cens de 2001, de 79.351 habitants (el 1901 eren 4.685 habitants).

## Història
Fou fundada al segle xvii amb el nom de l'emperador Aurangzeb. Durant el domini britànic fou una subdivisió del districte de Gaya a la presidència de Bengala.